# Calephelis sodalis
Calephelis sodalis is een vlindersoort uit de familie van de prachtvlinders (Riodinidae), onderfamilie Riodininae.
Calephelis sodalis werd in 1993 beschreven door Austin.